# Celastrina oreoides
Celastrina oreoides är en fjärilsart som beskrevs av Evans 1925. Celastrina oreoides ingår i släktet Celastrina och familjen juvelvingar. Inga underarter finns listade i Catalogue of Life.